# Thomas Fey
Thomas Fey (* 9. November 1960) ist ein deutscher Dirigent und Pianist.

## Werdegang
Fey studierte Klavier und Dirigieren an der Staatlichen Hochschule für Musik und Darstellende Kunst Mannheim, seine weitere dirigentische Ausbildung erhielt er unter anderem bei Nikolaus Harnoncourt und Leonard Bernstein.
Bereits als Student gründete er den Heidelberger Motettenchor (1985) und das Schlierbacher Kammerorchester (1987), aus dem 1993 die Heidelberger Sinfoniker hervorgingen. Als Dirigent dieser Ensembles konzertierte er in  europäischen Ländern sowie in Nord- und Südamerika und begründete so den Ruf seines Ensembles als eines der führenden historisch orientierten Orchester der Gegenwart. Die Schwerpunkte seines Repertoires bilden die Werke des Barock, der Wiener Klassik und der frühen deutschen Romantik. Solisten wie Rudolf Buchbinder, Wilhelm Bruns, Nelson Freire, Bernd Glemser, Cyprien Katsaris, Fazıl Say, Gerrit Zitterbart und Thomas Zehetmair konzertieren regelmäßig mit Fey und den Heidelberger Sinfonikern.
Seit 1991 veranstaltet Fey mit den Heidelberger Sinfonikern ein jährlich stattfindendes Festival. Den „Heidelberger Mozartwochen“ folgte ab 2003 das künstlerisch-programmatisch weiter gefasste Musikfestival LA PASSIONE. Im Jahre 2003 gründete Fey außerdem das Mannheimer Mozartorchester, dessen Bühnendebüt am 27. Januar 2006 zu Mozarts 250. Geburtstag stattfand. Mit diesem Orchester pflegt der Dirigent besonders die Werke von Mozarts heute oft zu Unrecht vergessenen künstlerischen Weggefährten wie etwa Ignaz Holzbauer, Antonio Salieri oder Franz Xaver Süßmayr. 2008 und 2010 erschienen Aufnahmen mit größtenteils unbekannten Ouvertüren, Bühnen- und Ballettmusiken Salieris.
Feys im Hänssler Verlag erscheinenden CD-Einspielungen – darunter über 20 Sinfonien von Joseph Haydn, Wolfgang Amadeus Mozart, Ludwig van Beethoven und Felix Mendelssohn Bartholdy – wurden von der Fachpresse gelobt. Die Aufnahme von Beethovens Vierter und Sechster Sinfonie erhielt eine Nominierung für den „Cannes Classical Award 2003“. Feys zweites Salieri-Album wurde im Dezember 2010 für den Grammy Award nominiert.
Nach einem schweren Unfall im Jahr 2014 musste Thomas Fey seine Tätigkeiten aufgeben.